# Gare d'Ariigawa
La gare d'Ariigawa (有井川駅, Ariigawa-eki) est une gare ferroviaire localisée dans le bourg de Kuroshio, dans la préfecture de Kōchi au Japon. La gare est exploitée par la compagnie Tosa Kuroshio Railway, sur la ligne Nakamura.

## Situation ferroviaire
Établie à 5 mètres d'altitude, la gare d'Ariigawa (TK33) est située au point kilométrique (PK) 27,6 de la ligne Nakamura (à voie unique et étroite 1 067 mm), entre les gares de Tosa-Shirahama et de Tosa-Kamikawaguchi.

## Histoire
- 1er octobre 1970 Ouverture de la gare par la Japanese National Railways sous le nom de Higashi-Ōgata (東大方駅, Higashi-Ōgata-eki?).
- 15 novembre 1982 La gare prend son nom actuel.
- 1er avril 1987 La Japanese National Railways est découpée en plusieurs sociétés, la JR Shikoku reprend la gestion de cette gare.
- 1er avril 1988 La gestion de la gare est confiée à la société Tosa Kuroshio Railway.

## Service des voyageurs

### Ligne ferroviaire
- Tosa Kuroshio Railway
  - Ligne Nakamura TK33

### Quai
- Cette gare dispose d'un quai et de d'un voie.

| N° de voie | Ligne         | Direction |
| ---------- | ------------- | --------- |
| 1          | ▆ TK Nakamura | Nakamura  |
| 1          | ▆ TK Nakamura | Kubokawa  |